# لمبت
longitudeلمبتlatitudeلمبت
لمبت (به انگلیسی: Lambeth) یک ناحیه در لندن بزرگ است که در منطقه لمبت لندن واقع شده‌است.

## خواهرخوانده
شهر ونسن خواهرخواندهٔ لمبت هست.